# Ehrenfried Stoeber
Daniel-Ehrenfried Stoeber, (* 9. März 1779 in Straßburg; † 28. Dezember 1835 ebenda) war ein Rechtsanwalt und Poet; er war ein Verteidiger Elsässischer Traditionen und gilt neben Johann Georg Daniel Arnold als einer der wichtigsten Schöpfer des elsässischen Theaters.

## Biographie
Daniel Auguste Ehrenfried Stoeber wurde am 9. März 1779 als Sohn des Straßburger Notars Jean-Daniel Stoeber geboren. Auf dem evangelischen Gymnasium Jean Sturm machte der junge Schüler, meist Ehrenfried genannt, die Bekanntschaft Johann Georg Daniel Arnolds und Johann-Jacob Rieders. Im Alter von 12 Jahren schloss sich der junge Ehrenfried dem Bataillon der Kinder des Vaterlands an. Im Jahre 1797 gründete er die Literarische Gesellschaft elsässischer Freunde. Von 1801 bis 1802 studierte er in Erlangen, dann von 1803 bis 1806 in Paris, wo er sein Studium der Rechtswissenschaften abschloss. Nach seiner Rückkehr nach Straßburg führte er zunächst das Notariat seines Vaters fort, ehe er sich 1822 als Rechtsanwalt niederließ.
Er veröffentlichte zahlreiche Gedichte in Deutsch und elsässischem Dialekt; war ein Verteidiger der elsässischen Tradition, sein Herz schlug französisch, seine Muse war deutsch, wie er in den folgenden zwei Distichen ausdrückte:
„Meine Leier ist deutsch, sie klingt von deutschen Gesängen,

Liebend den gallischen Hahn, treu ist französisch mein Schwert,

Mag es über den Rhein und über den Wasgau ertönen:

Elsass heißet mein Land ! Elsass, dir pochet mein Herz!“
In diesem Geist schrieb er das Chanson: Und’s Elsass, unser Laendel, es isch mineidli schoen und den Vers
„Das Rheintal ist mein Vaterland

Das Elsass drin sein Diamant.“

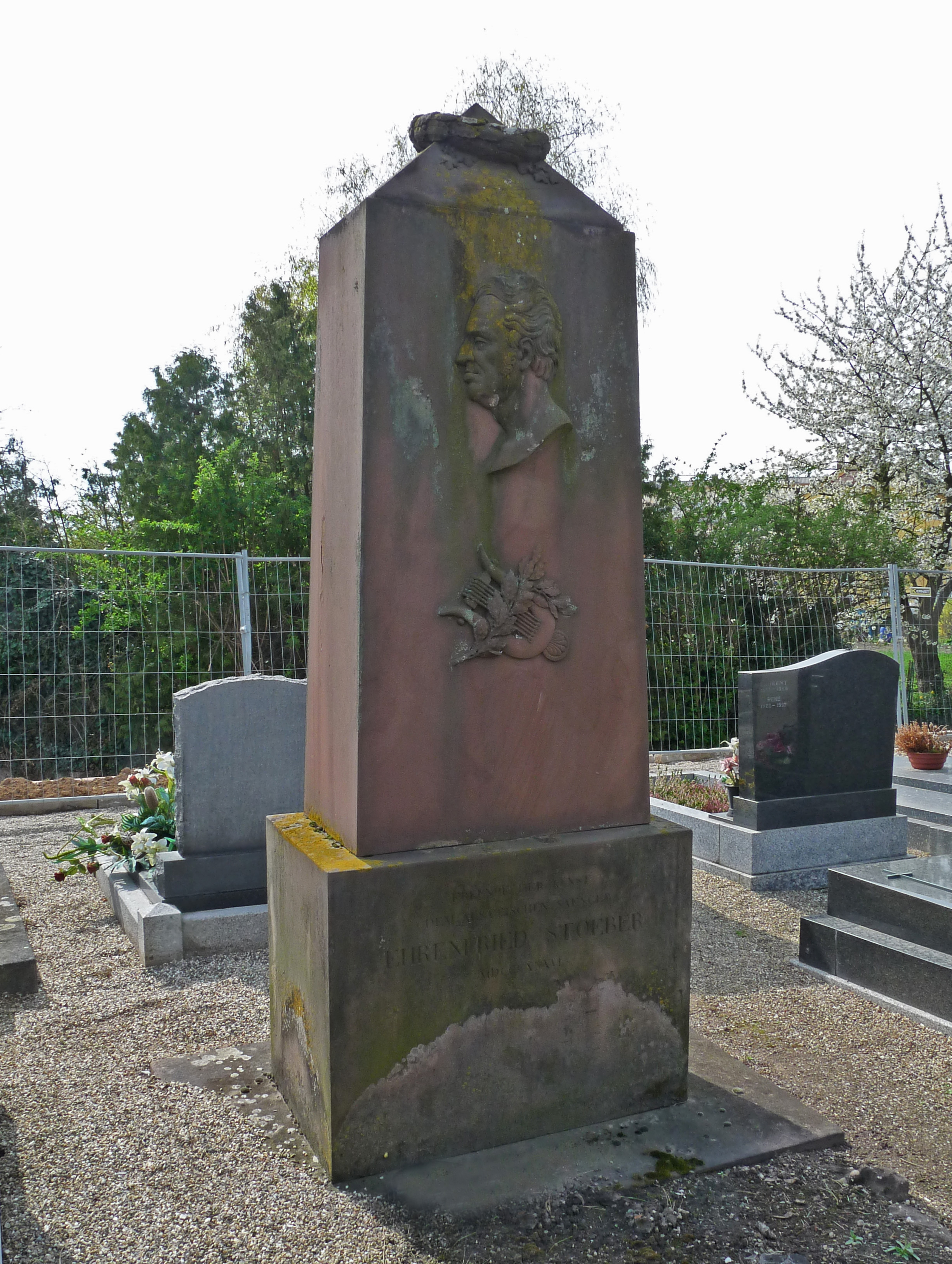
Grabstein von André Friedrich

Den Spuren ihres Vaters folgten seine Söhne August Stöber und Adolphe Stoeber.
Zur literarischen Nachkommenschaft von Ehrenfried Stoeber gehören neben seinen Söhnen eine Reihe von Theater- und Lyrikautoren wie Georges Zetter (der Friedrich Otte unterzeichnete) und Charles-Frédéric Hartmann, die ebenfalls in elsässischer Sprache schrieben.
Ehrenfried Stoeber wurde auf dem Cimetière Saint-Gall in Straßburg (Koenigshoffen) beigesetzt. Auf seinem Grab steht ein Obelisk aus rosa Sandstein, der ihn und eine Leier zeigt. Er ist signiert durch den Bildhauer André Friedrich.
In Straßburg wurde auf dem Place du Vieux-Marché-aux-Vins, auch s’Stoewerplätzel, ein Brunnen in Erinnerung an die Familie Stoeber errichtet. Auch eine Straße in Straßburg wurde nach ihm benannt.

## Werke
- Gedichte (3. Auflage 1821 in Stuttgart)
- Sämtliche Gedichte und kleine prosaische Schriften (Straßburg 1835–1836)
- Ab 1816, Verfasser des Elsässischen Taschenbuch und La revue Alsa
- Comédie musicale (Lustspiel mit Gesang) : Daniel oder der Straßburger auf der Probe, 1823
- Biographie La vie de J.F. Oberlin en 1831, qu’il rencontra à la vieille université.
- Drame posthume en vers Fredor Polsky oder eine Nacht ins Polens Wäldern, 1872.